# Nemopterella pilosa
Nemopterella pilosa är en insektsart som beskrevs av Bo Tjeder 1967. Nemopterella pilosa ingår i släktet Nemopterella och familjen Nemopteridae. Inga underarter finns listade i Catalogue of Life.